# Neuvy-le-Roi
Neuvy-le-Roi – miejscowość i gmina we Francji, w Regionie Centralnym, w departamencie Indre i Loara.
Według danych na rok 1990 gminę zamieszkiwało 1001 osób, a gęstość zaludnienia wynosiła 21 osób/km² (wśród 1842 gmin Regionu Centralnego Neuvy-le-Roi plasuje się na 396. miejscu pod względem liczby ludności, natomiast pod względem powierzchni na miejscu 103.).